# Anne Heeager
Anne Heeager (født 2. december 1976 i Herning) er en dansk politolog, der siden 15. september 2024 har været landsformand for Radikale Venstre. Siden 2018 har hun desuden været medlem af Skanderborg Byråd fra Radikale Venstre.
Anne Heeager er student fra Morsø Gymnasium og blev uddannet cand.scient.pol. fra Aarhus Universitet i 2003. Som led i uddannelsen læste hun desuden kommunaløkonomisk udvikling ved London School of Economics. Hun blev ph.d. i statskundskab fra Aarhus Universitet i 2012. Hun arbejder som ekstern lektor ved Institut for Statskundskab, Aarhus Universitet.
Hun blev valgt til byrådet i Skanderborg Kommune ved kommunalvalget 2021 med 1.041 stemmer. Hun har sæde i økonomi- og erhvervsudvalget samt i børne- og ungdomsudvalget.
Sammen med Søren Jermiin Olsen har hun skrevet bogen Kommunaløkonomi, der udkom i 2018.